# 札幌市営地下鉄東西線
東西線（とうざいせん）は、北海道札幌市西区の宮の沢駅から同市厚別区の新さっぽろ駅までを結ぶ、札幌市営地下鉄の路線。中央のレールをまたいでゴムタイヤで走行する方式の案内軌条式鉄道である。札幌市営地下鉄では駅数が最も多く、路線距離も最長である。在籍車両数も当線用が最多である。
車体及び路線図や乗り換え案内で使用されるラインカラーは「オレンジ」（橙： ）。駅ナンバリングにおける路線記号はT。

## 路線データ
- 路線距離（営業キロ）：20.1 km
- 駅数：19駅（起終点駅含む）
- 複線区間：全線
- 電化区間：全線（直流1,500 V・架空電車線方式）
- 閉塞方式：車内信号式 (ATO)
- 最高速度：70 km/h[1]

## 歴史
- 1966年（昭和41年） - 1985年度までの高速度交通機関建設計画の一環として地下鉄東西線ひばりが丘 - 勤労者団地間、第1期計画として東札幌 - 琴似本通間の建設計画を策定[2]。
- 1971年（昭和46年）10月4日 - 市議会にて琴似駅 - 白石駅間建設を可決[3]。
- 1973年（昭和48年）5月12日 - 琴似駅 - 白石駅間の地方鉄道敷設免許を取得[3]。
  - 3月29日 - 起工式開催[4][3]。
  - 5月18日 - 琴似駅 - 白石駅間工事着手[3]。
- 1975年（昭和50年）2月24日 - 市議会にて白石駅 - 新さっぽろ駅間建設を可決[3]。
- 1976年（昭和51年）6月10日：琴似駅 - 白石駅間 (9.9km) が開業[5]。4両編成の6000形車両（20編成80両）が営業運転開始。ATO（自動列車運転装置）による自動運転が行われていた。
- 1978年（昭和53年）
  - 5月26日：白石駅 - 新さっぽろ駅間の地方鉄道敷設免許を取得[3]。
  - 11月6日：白石駅 - 新さっぽろ駅間着工[3]。
- 1982年（昭和57年）3月21日：白石駅 - 新さっぽろ駅間 (7.4km) が延伸開業[6][7]。全編成が6両化され、新たに6000形電車が4編成24両増備された（合計24編成144両）。
- 1987年（昭和62年）
  - 3月22日：東豊線との連絡線工事のため、大通駅 - 西11丁目駅間を全面運休し、バス代行輸送を実施[8]。
  - 9月1日：琴似 - 手稲東（仮称、現：宮の沢）間の延伸計画の凍結を決定[9][注 1]。
- 1990年（平成2年）頃：ATOによる6000形の自動運転が終了。これ以降は手動運転となる。
- 1994年（平成6年）
  - 2月13日：琴似 - 手稲東（仮称）間の延伸計画が再認可される[10][注 2]。
  - 3月31日：琴似 - 手稲東間の鉄道事業免許を取得。
- 1995年（平成7年）3月16日：琴似駅 - 手稲東間着工[11]。
- 1998年（平成10年）8月18日：8000形車両（2編成14両）が営業運転開始。
- 1999年（平成11年）2月25日：琴似駅 - 宮の沢駅間 (2.8km) が延伸開業[12][13]。6000形編成に8300形を増結し、全編成が7両化される。
- 2002年（平成14年）：老朽化した6000形を毎年3編成18両ずつ8000形に更新開始。6000形編成に増結していた8300形は、新製する8000形編成に流用。また2005年（平成17年）以降は更新のペースが変わる。
- 2005年（平成17年）9月27日：8000形車両で、英語・広告放送開始。
- 2006年（平成18年）
  - 7月7日：ワンマン運転対応に改造された車両の運用開始。
  - 7月29日：札幌市の地下鉄としては初めて連結部にガラス扉が設置された8000形車両の運用開始（製造当初からワンマン運転対応）。
- 2007年（平成19年）7月9日：6000形および8000形の全車両の乗降扉の内側に号車とドア位置を示す点字表示を設置。
- 2008年（平成20年）
  - 2月13日：動作試験・教習のため、南郷7丁目駅4番ホームにホームドア（ホーム柵）を先行設置。
  - 5月31日：南郷7丁目駅4番ホームのホームドア（ホーム柵）が稼動開始。
  - 8月30日：8000形への車両更新が完了し、6000形の運用を終了[14]。
  - 9月1日：ATOによる8000形の自動運転が開始。これにより約18年の歳月を経てATOによる自動運転が再開された。
- 2009年（平成21年）
  - 1月30日：ICカード乗車券「SAPICA」導入。
  - 3月3日：ホーム柵を全駅に設置完了。
  - 4月1日：始発からワンマン運転を開始。
  - 7月13日：「女性と子どもの安心車両」の設定開始[15][16]。
- 2025年（令和7年）4月26日：クレジットカードやデビットカード等のタッチ決済による乗車サービスの実証実験を開始[17][18]。

## 使用車両
内容は2016年4月現在。

### 現用車両
- 8000形：24編成（01-04, 06-17, 19-26編成）168両が在籍。7両編成で、片側3扉。

### 過去の車両
- 6000形：2008年8月30日をもって運用終了。最大時は24編成144両が在籍していた。開業当初は4両編成、新さっぽろ延伸時に6両編成、1999年からは8300形1両を組み込んで7両編成で運用されていた。片側3扉。

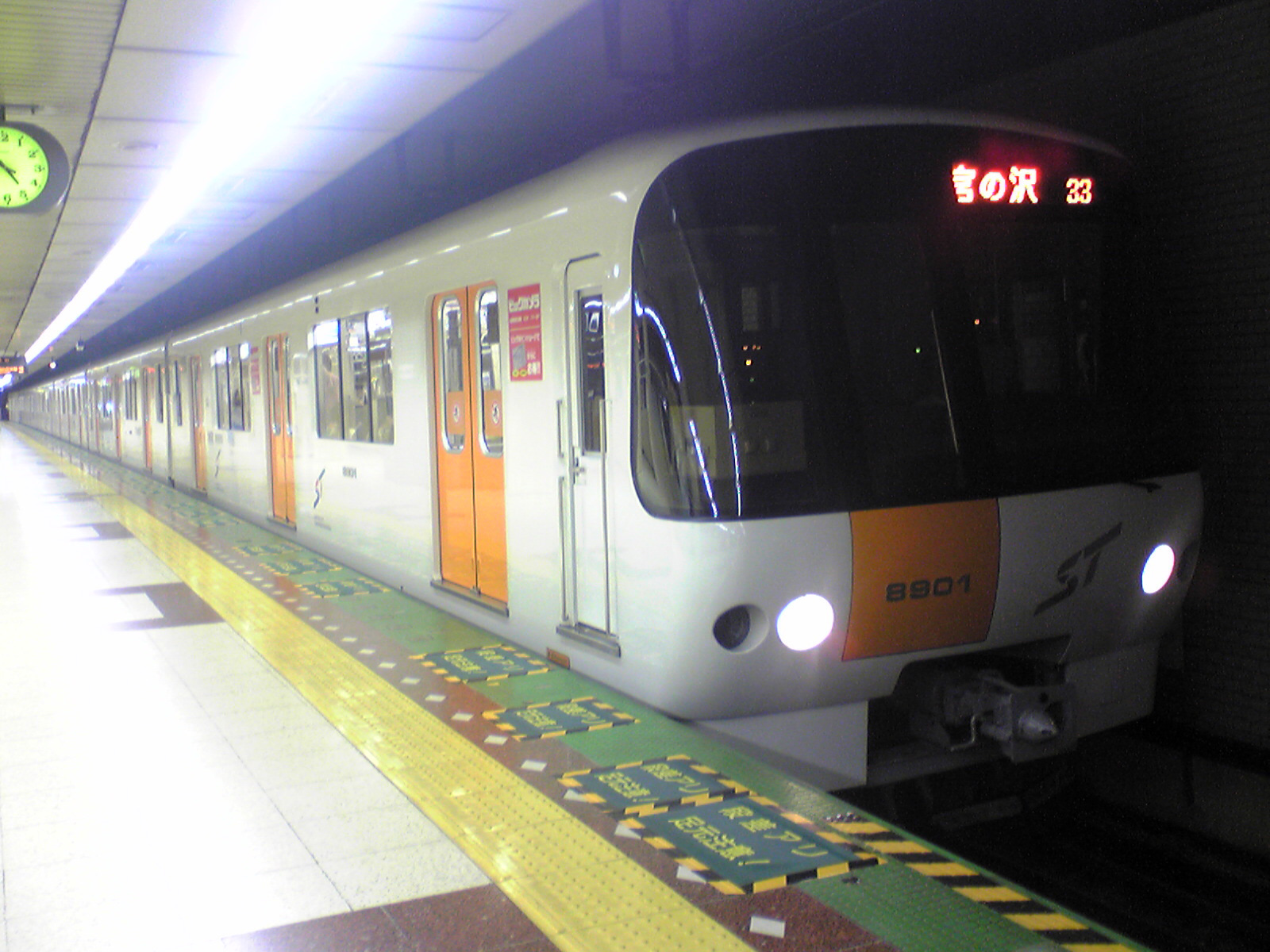
プロトタイプに代わって投入された東西線8000形801号車。8301（車両）や台車などが流用されている。
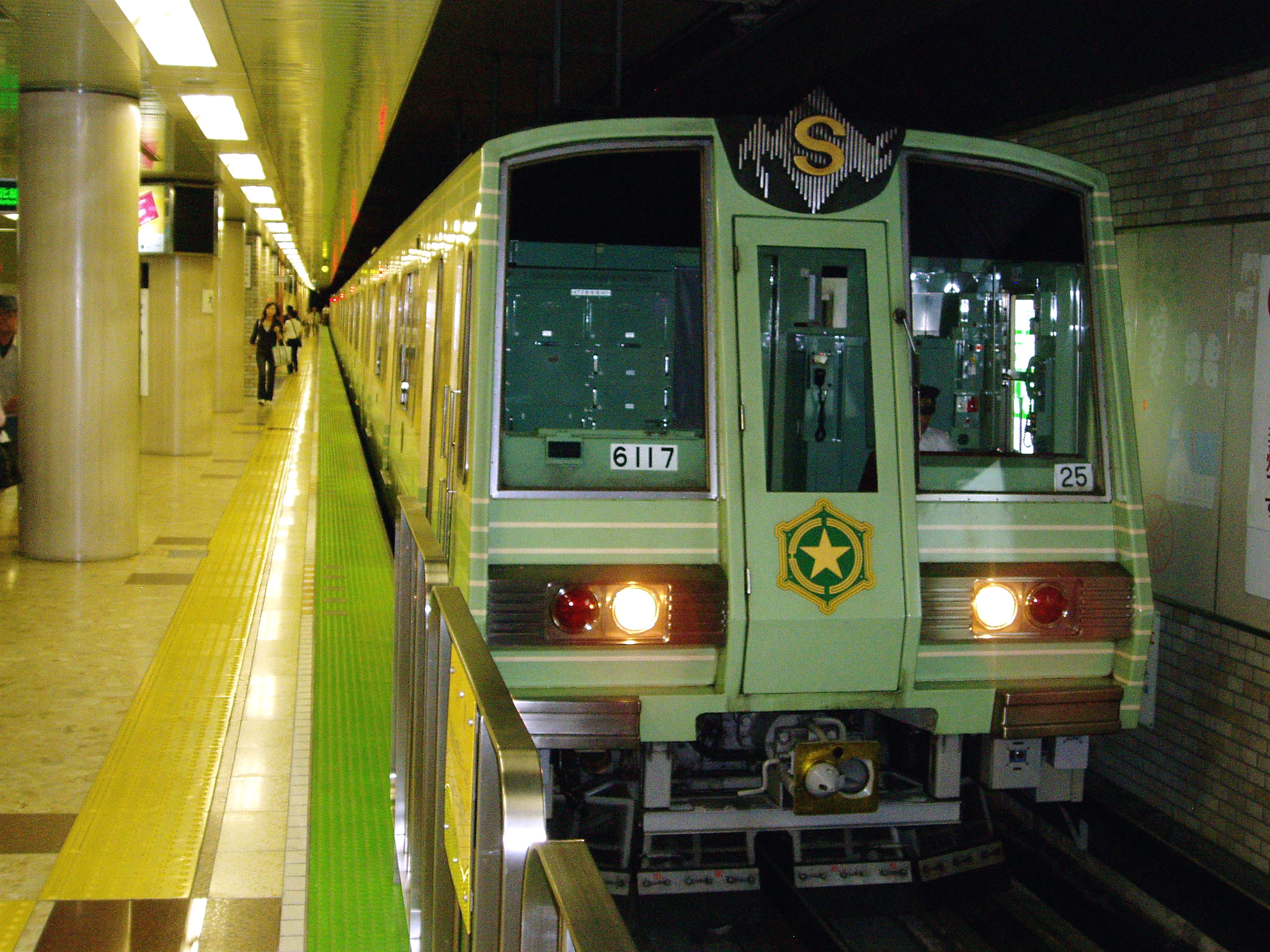
東西線6000形車両
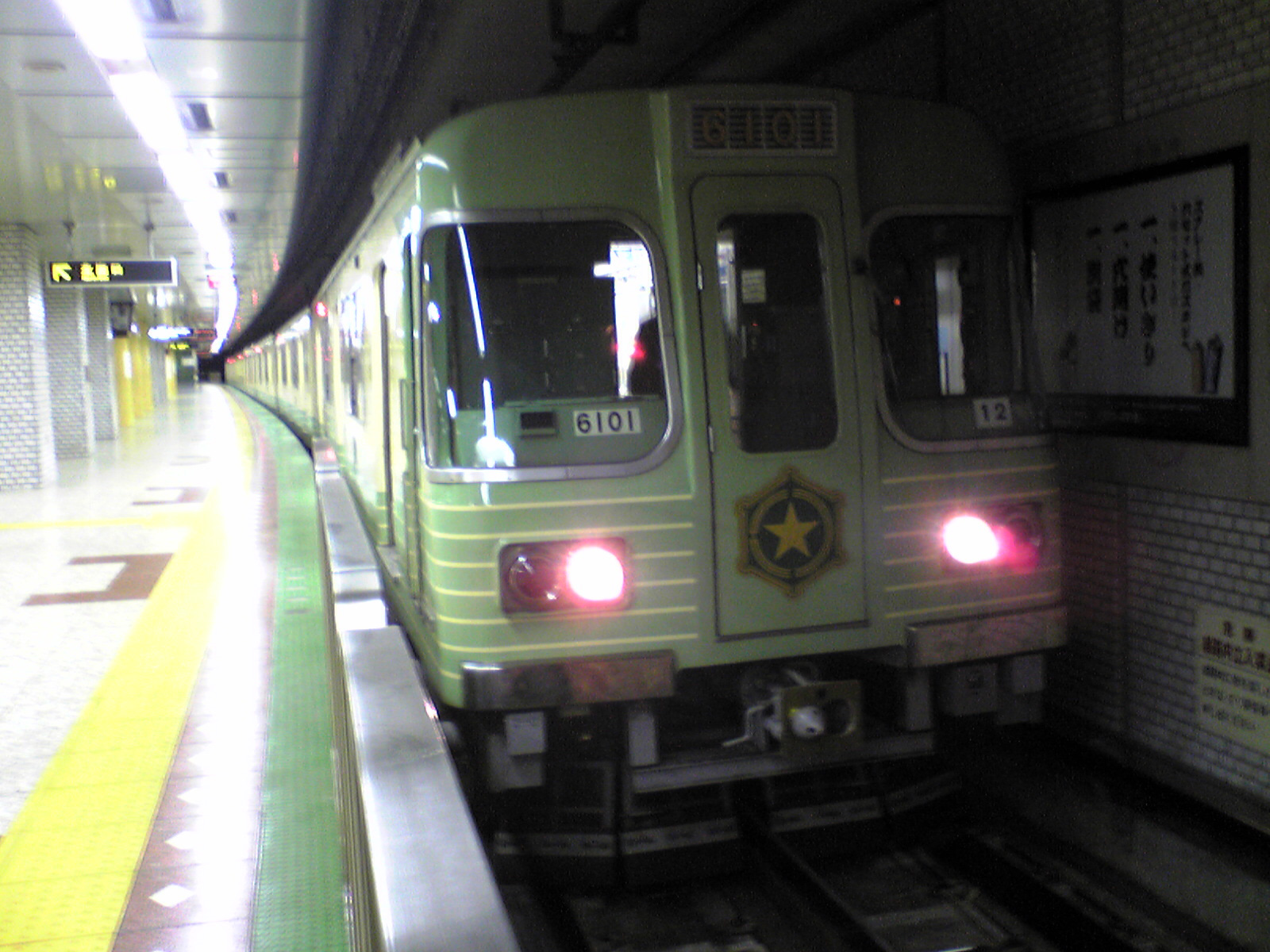
東西線6000形で唯一形が異なる第1編成（試作車）。この編成は2007年10月に運用離脱し、後に廃車された。

## 車両基地

### 東車両基地
札幌市厚別区に所在。ひばりが丘駅の南南西に位置し、本線からはかなり離れている。地上（屋内）にあり、出入庫線は大きくカーブして2か所で川を渡り（南北線のようなシェルター付きの橋が架かっている）、ひばりが丘駅の専用ホームを経て新さっぽろ駅側で本線に合流する。過去には、西車両基地に在籍する東豊線車両全ての大規模な検査と東西線車両全車の検査・留置を行っていたが、現在は東西線全車（24編成168両）の検査・留置のみとなった。ただし東豊線の新車両搬入と旧型車両廃車のための搬出が行われることはある。
ひばりが丘駅 - 東車両基地の約1.3km間はAVCという自動回送システムを用い、車両回送運転業務を東車両基地内信号扱所の管理により無人運転で行う。自動回送中、8000形車両の行先表示LEDには「自動回送」と表示される（6000形では、先頭車両に「自動回送」のランプが点灯していた）。2008年9月に本線で自動運転が再開されるまでの間、自動運転はしばらくこの出入庫線のみで行われていた。

### 西車両基地

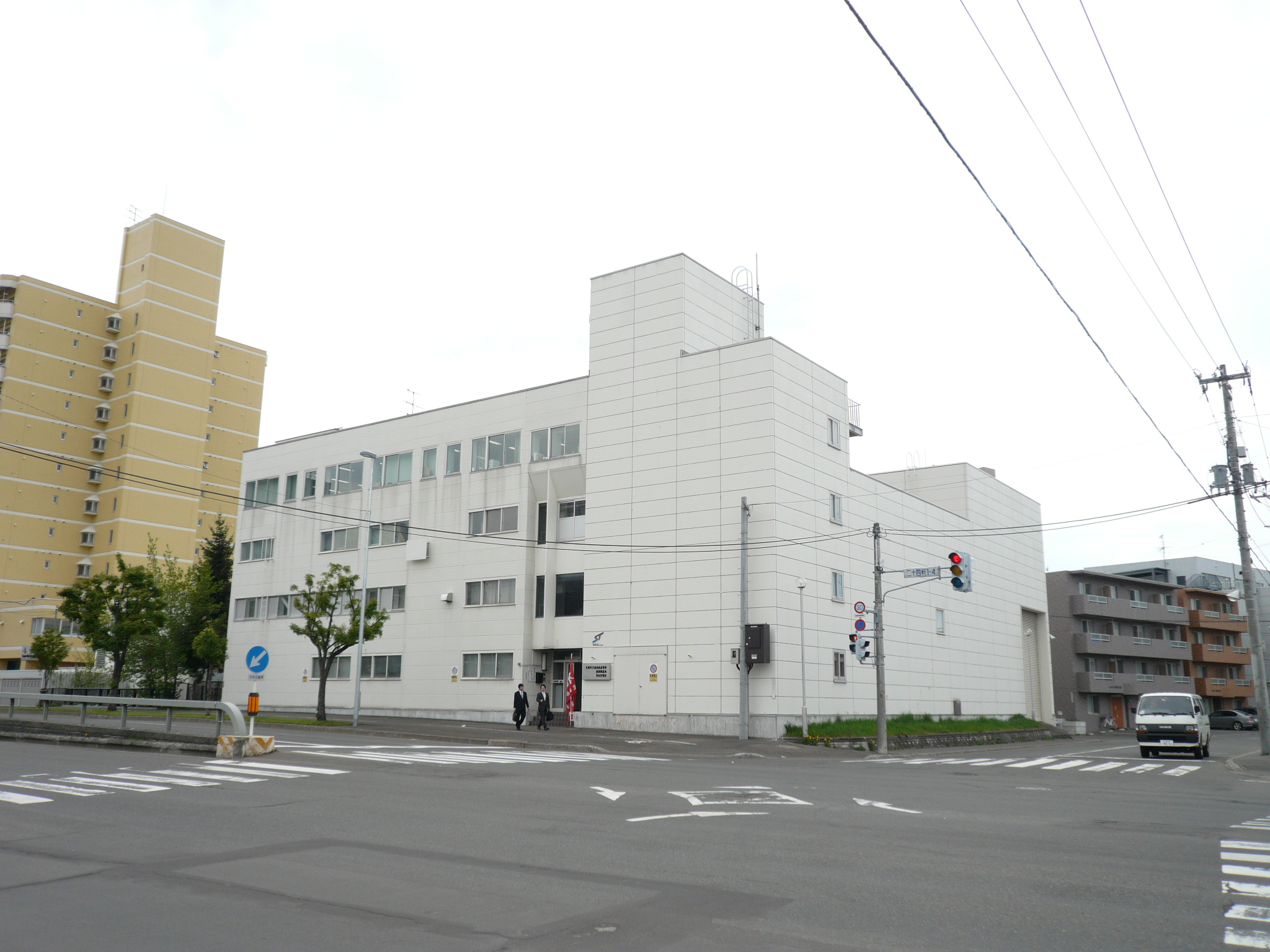
西車両基地（2011年5月）

札幌市西区に所在。西28丁目駅と二十四軒駅の間に位置し、全ての施設が地下に置かれており、地上は駐車場と団地になっている。西28丁目駅から宮の沢駅方面に進むと、すぐに2本の出入庫線が分岐して本線と並行、やがて西側に施設の一部が見えてくる。車両搬入口や変電所等、基地の一部は本線の下を潜った先にある。二十四軒駅構内に職員用の出入口がある。
1976年の開業当初は東西線全車の検査・留置を行っていたが、1982年に完成した東車両基地に機能を移転させた後、東豊線全車（20編成80両）の検査・留置施設として転用された。
東西線は、西11丁目駅の大通駅側にある連絡線によって東豊線さっぽろ駅の大通駅側とつながっている。東豊線の車両はこの連絡線を経由して基地まで回送される。東豊線7000形・9000形車両は東西線内を走行できるが、パンタグラフ・天井機器の構造上（東豊線の方が低い）、東西線6000形車両は東豊線に進入することはできなかった。現在運用されている東西線8000形車両は東豊線も走行可能な構造になっているが、東豊線を走る認可を受けていないことや編成・ホーム構造の関係で現時点では不可能である。

## 利用状況
数値は一部を除いて2014年度、札幌市交通局調べ。
- 一日平均乗車人員（乗換人員除く） 222,816人
- 一日平均輸送人員（乗換人員含む） 282,662人
- 2014年度時点の最混雑区間 菊水→バスセンター前間
  - ピーク1時間混雑率 130.1%
- 2020年2月時点での最混雑区間 菊水→バスセンター前間・円山公園→西11丁目間[19]
- 輸送密度 81,464.1人キロ/日キロ

## 収支
当路線の収支は以下の通り。収入には営業外収益、支出には人件費、経費、減価償却費、営業外費用を含む。
| 年度 | 収入          | 支出          | 損益         | 出典   |
| ---- | ------------- | ------------- | ------------ | ------ |
| 2014 | 183億5200万円 | 174億9100万円 | 8億6100万円  | [ 20 ] |
| 2015 |               |               |              |        |
| 2016 | 200億1700万円 | 164億2100万円 | 35億9600万円 | [ 21 ] |

## 運行形態
宮の沢駅行き始発が南郷7丁目駅発のほかは、全列車が全線通しの運転である。
日中は7 - 8分間隔、朝ラッシュ時は4 - 5分間隔、夕ラッシュ時は5 - 6分間隔で運転されている。

## 女性と子どもの安心車両

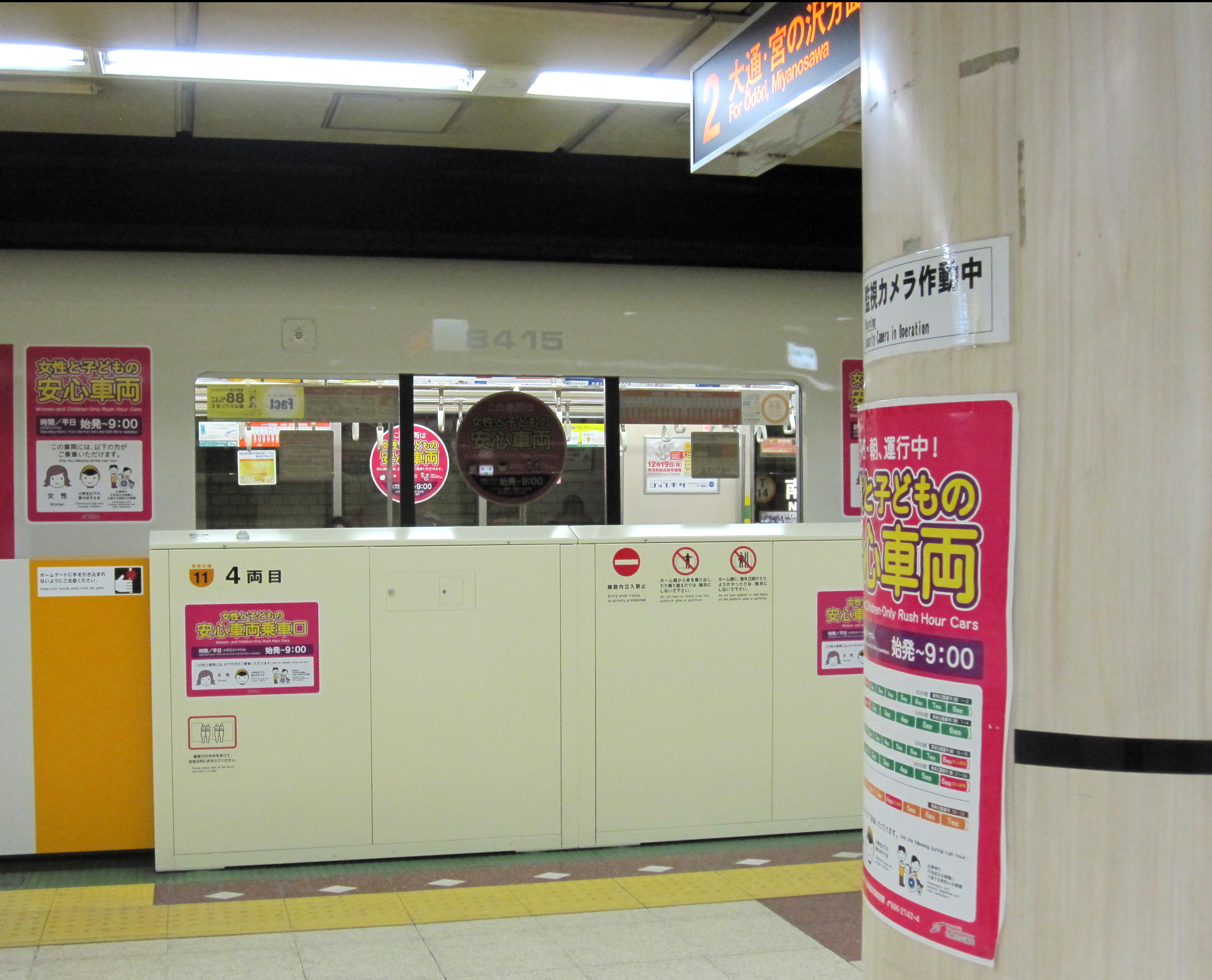
女性と子どもの安心車両

2009年7月13日始発より導入開始。南北線同様に「女性専用車」と呼ばず、「女性と子どもの安心車両」という名称である。乗車できるのは「女性」「小学校6年生以下の男児」「身障者および身障者の介護人」となっているがあくまでも任意であり、強制力はない。
対象時間は南北線同様、平日ダイヤの始発から9時までの全区間（9時をもって一斉解除）。該当する車両は、宮の沢方面・新さっぽろ方面ともに編成の中央に当たる「4号車」である（乗車位置番号は10・11・12番）。

## 駅一覧
全駅が北海道札幌市内に所在。全線地下。
| 駅番号 | 駅名                                      | 駅間 キロ | 営業 キロ | 接続路線                                                                   | 所在地 |
| ------ | ----------------------------------------- | --------- | --------- | -------------------------------------------------------------------------- | ------ |
| T01    | 宮の沢駅                                  | -         | 0.0       |                                                                            | 西区   |
| T02    | 発寒南駅                                  | 1.5       | 1.5       |                                                                            | 西区   |
| T03    | 琴似駅                                    | 1.3       | 2.8       |                                                                            | 西区   |
| T04    | 二十四軒駅 （メディカルスクエア北円山前） | 0.9       | 3.7       |                                                                            | 西区   |
| T05    | 西28丁目駅                                | 1.2       | 4.9       |                                                                            | 中央区 |
| T06    | 円山公園駅 （マルヤマクラス前）           | 0.8       | 5.7       |                                                                            | 中央区 |
| T07    | 西18丁目駅 （札幌メディケアビル桂和前）   | 0.9       | 6.6       | 札幌市電：一条線・山鼻西線 …西15丁目停留場                                 | 中央区 |
| T08    | 西11丁目駅                                | 0.9       | 7.5       | 札幌市電：一条線 …中央区役所前停留場                                       | 中央区 |
| T09    | 大通駅                                    | 1.0       | 8.5       | 札幌市営地下鉄：南北線 (N07)、東豊線 (H08) 札幌市電：一条線 …西4丁目停留場 | 中央区 |
| T10    | バスセンター前駅                          | 0.8       | 9.3       |                                                                            | 中央区 |
| T11    | 菊水駅 （ホシザキ北海道前）               | 1.1       | 10.4      |                                                                            | 白石区 |
| T12    | 東札幌駅                                  | 1.2       | 11.6      |                                                                            | 白石区 |
| T13    | 白石駅                                    | 1.1       | 12.7      |                                                                            | 白石区 |
| T14    | 南郷7丁目駅                               | 1.4       | 14.1      |                                                                            | 白石区 |
| T15    | 南郷13丁目駅 （恵佑会第2病院前）          | 1.1       | 15.2      |                                                                            | 白石区 |
| T16    | 南郷18丁目駅                              | 1.2       | 16.4      |                                                                            | 白石区 |
| T17    | 大谷地駅 （北星学園大学前）               | 1.5       | 17.9      |                                                                            | 厚別区 |
| T18    | ひばりが丘駅                              | 1.0       | 18.9      |                                                                            | 厚別区 |
| T19    | 新さっぽろ駅                              | 1.2       | 20.1      | 北海道旅客鉄道：■千歳線 …新札幌駅 (H05)                                    | 厚別区 |

※距離標上の0キロ地点は、琴似駅にある。

## 可動式ホーム柵

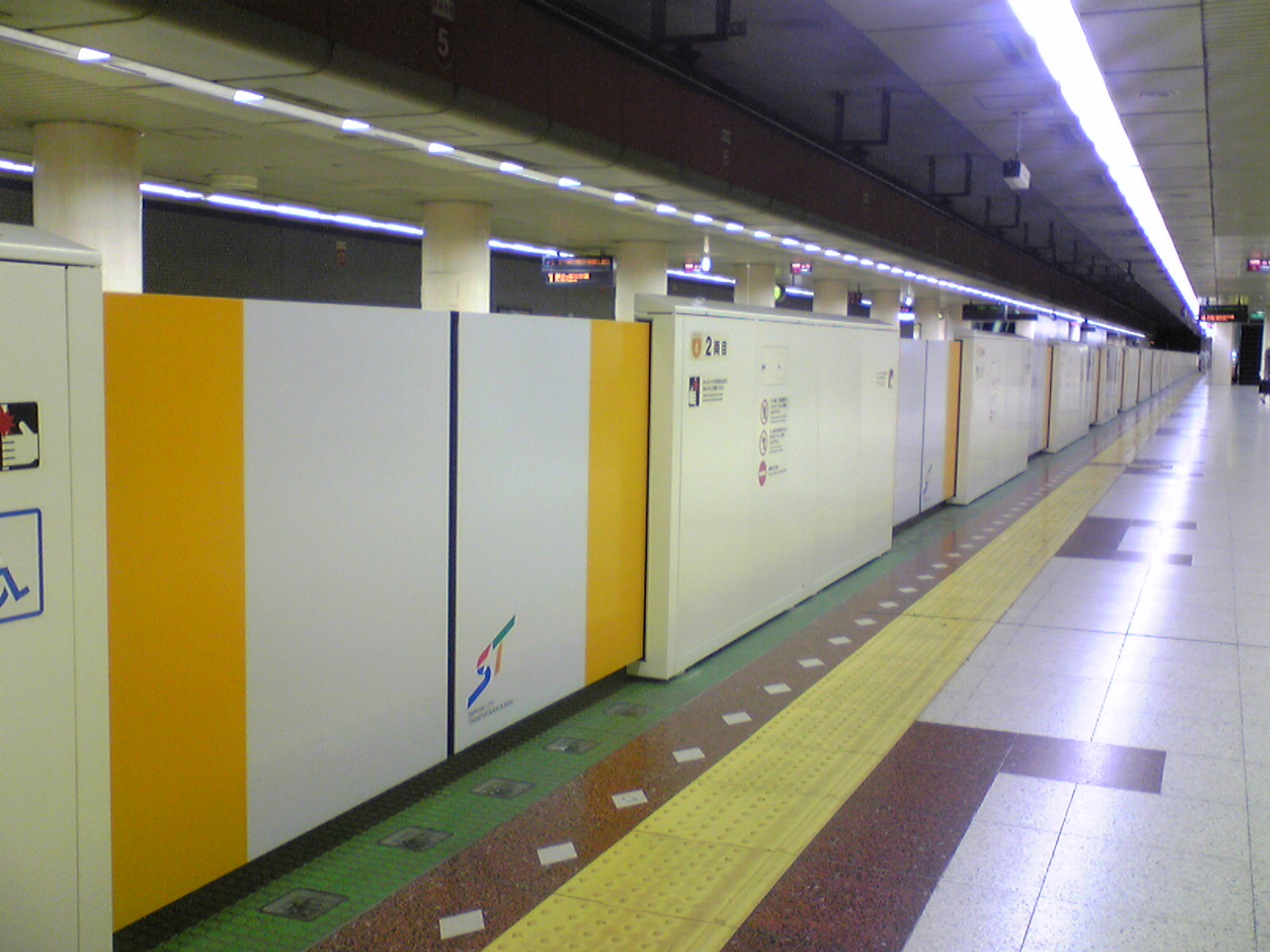
東西線南郷7丁目駅に設置された可動式ホーム柵（ホームドア）

札幌市営地下鉄では、乗客の列車との接触・線路への転落を防ぐとともに、将来のワンマン運転に対応させるため、東京・大阪・横浜・福岡などの地下鉄で既に採用されている可動式ホーム柵（ホームドア）を各線に設置することを決定した。
東西線では2008年2月に南郷7丁目駅の中線で先行設置。機器のテストや訓練が行われ、同年5月31日より稼働開始。9月より新さっぽろ駅側から順に各駅で本格的な設置工事が行われ、以後は設置が完了した駅から順次稼働させていった。2009年3月3日の宮の沢駅を以って東西線全駅への設置が完了し、併せて4月1日始発からワンマン運転が開始された。
開扉時はチャイムが、閉扉時にはアラームが鳴る。また閉扉中にセンサーが障害物を感知した際には警告ブザーが鳴るとともにランプが点滅する。ホーム柵は三菱電機製で、同社製エレベーターの『気配りアナウンス』用チャイム、開閉報知アラーム（強制戸閉、開延長終了、戸開中センサー感知）、警告用ブザー（満員、戸開前センサー長時間感知）を使用している（同じく同社製である名古屋市営地下鉄上飯田線のものと一緒の音色）。

## 備考
- 公式文書での呼び名は札幌市高速電車東西線である。
- 初期の計画では東札幌付近から東側は千歳線の旧線跡（現・白石サイクリングロード）に高架線を建設する予定だったが、当時同区間の一部が貨物線として利用されており（後に貨物線は廃止されるが）東札幌駅 - 月寒駅の買収が間に合わなかった。
- 昭和30年代、札幌進出を目論んでいた東京急行電鉄（東急）資本は、定山渓鉄道を買収したのち札幌急行電鉄（札幌 - 雁来 - 江別）の建設計画を立てていた。札幌市側も別ルートで菊水 - 厚別間の用地を用意したが、結局いずれのルートでも鉄道建設が実現せず、札幌市が用意した用地が後に南郷通となったが、十数年後にはこの真下に地下鉄東西線が建設されることとなった。
- 市内西部の手稲駅あるいは発寒駅までの延伸が検討されたことがある。
- 当初の計画では「厚別」までの延伸が提示されているが、これは現在の新さっぽろ駅とほぼ同位置で、厚別駅のことではない。
- 2024年6月、JR手稲駅や北海道科学大学方面への要望書が地域団体から市へ提出された[23]。
- 琴似駅 - 新さっぽろ駅間の各駅のホームは当初計画における最大編成両数である9両分の長さがあるが、後年に延伸開業した発寒南駅と宮の沢駅は建設費削減のため8両分に短縮されている。また、2008年 - 2009年に設置された各駅の可動式ホーム柵も7両分しかない。
- 渋滞緩和や二酸化炭素排出量軽減を目的としてヤマト運輸や建設コンサル企業などと協力の上、2010年9月と2011年3月に全国初となる「市営地下鉄での貨物輸送」の社会実験を行ったことがあるが、採算や設備などの面から採用に至っていない。なお1993年にも渋滞と赤字の解消を目的として貨物輸送開始を検討していたことがある。
- 札幌市営地下鉄3路線の中で、車内ドア上部に液晶ディスプレイを搭載している車両が存在しない唯一の路線である（東豊線の9000系全車両と南北線の5000系の一部車両には搭載している）。